# 三幕の殺人
『三幕の殺人』（さんまくのさつじん、原題：Three Act Tragedy、アメリカ版： Murder in Three Acts）は、イギリスの小説家アガサ・クリスティが1934年に発表した、探偵エルキュール・ポアロが登場する長編推理小説である。イギリス版とアメリカ版があり、真相が若干異なっている（後述）。
物語は第一幕から第三幕の3章で構成されている。
引退した大物舞台俳優サー・チャールズ・カートライトが主催するパーティーで、地元の牧師が死亡する。数か月後、今度はチャールズの親友の医師が、やはりパーティーで死亡する。事件のなかで素人探偵役を務める俳優・娘・演劇パトロンの3人は、互いの考えを交換しあうが、そこにポアロが介入する。

## あらすじ
以下のあらすじはイギリス版を主とし、イギリス版とアメリカ版の相違点は下線と#注釈で補足する（#版による違いの補足説明も参照）。
有名な舞台俳優サー・チャールズ・カートライトがコーンウォールの自宅で晩餐会を開く。ゲストはエルキュール・ポアロ、精神科医バーソロミュー・ストレンジ、ハーマイオニー・"エッグ"・リットン・ゴアとその母親、ダクレス警部とその妻シンシア、劇作家ミュリエル・ウィルズ、エッグの友人オリヴァー・マンダース、サタースウェイト、バビントン牧師とその妻である。その席上、出されたカクテルを口にしたバビントンが死んでしまう。ストレンジは彼のグラスに毒を検出できないが、チャールズは殺人だと考える。しばらく後、モンテカルロに滞在しているポアロは、サタースウェイトとチャールズから、ポートワインを飲んだストレンジがニコチン中毒で死んだという知らせを聞く。この3人を除いて、ストレンジの招待客はチャールズのパーティーに出席した面々と同じである。サタースウェイトとチャールズは、殺人事件を調査するためにイギリスに戻る。二人は、パーティーの直前にストレンジが執事に2か月間の休暇を与えていたことを知る。臨時で雇われた執事エリスは事件後行方をくらましており、エリスの部屋からは脅迫状の下書きが発見される。やがてバビントンの死体が掘り起こされ、彼もニコチン中毒で死んだことが判明する。
チャールズ、サタースウェイト、エッグの3人がチームを組み、ポアロも相談役として加わって捜査を進める。それぞれのゲストは、ストレンジの死にまつわる可能性のある動機や不審な状況を持っているが、バビントンとのつながりが見つからない。ウィルズは、マンダースがニコチンに関する新聞の切り抜きを持っていたこと、エリスの片手に痣があったことを思い出す。ポアロはパーティーを開き、皆が被害者に注目している間に、毒入りグラスが犯人によってすり替えられたことを実演する。そして彼は、ストレンジのヨークシャー療養所の患者であり、ストレンジが死んだ日にやってきたド・ラッシュブリッジャー夫人から、ストレンジの死について話したいことがあるとの電報を受け取る。ポアロとサタースウェイトは夫人に会いに行くが、夫人は既に毒殺されていた。チャールズのメイド長のミルレーが急いでコーンウォールに向かったことを知ったポアロは、その理由を探るため彼女を尾行する。
帰宅後、ポアロはチャールズ、サタースウェイト、エッグを集め、チャールズが犯人であると指摘する。独身と思われていたチャールズには実は若いころ結婚した妻がおり、その妻は人知れず長年にわたって精神病院に入院していた。イギリスの当時の離婚法は、長期間の別居による離婚を認めてはいたが、その別居が刑務所への収監や精神疾患による入院である場合には離婚を許可していなかった。チャールズはエッグとの結婚を強く望んでいたものの、その前に妻と離婚することができず、法的に許されない。そこでチャールズは妻の存在を隠してエッグと結婚しようと考え、古くからの友人で妻の存在を唯一知っていたストレンジを殺害することにした。
チャールズは、ストレンジのパーティーにジョークとして執事姿で参加するとストレンジを説得し、執事エリスとしてパーティーに立ち会い、ストレンジを毒殺したのだった。最初のバビントンの殺害は、周囲に気づかれずにグラスをすり替えることができるかどうかを練習するための舞台稽古のようなもので、チャールズにとって被害者は誰でも良かった。皆に配られるカクテルグラスのひとつに毒を入れたが、ストレンジはカクテルが嫌いなので取る心配はなく、愛するエッグには安全なグラスを手渡した。三番目の被害者となったド・ラッシュブリッジャー夫人は事件に無関係で、チャールズは捜査の目をそらすため夫人の名前を騙ってポアロへ電報を出し、何も知らないままの夫人にニコチン入りのチョコレートを送り付けて毒殺した。3件の毒殺に使ったニコチンは、バラに噴霧するための殺虫液からチャールズがコーンウォールの自宅近くの塔で蒸留したものだった。チャールズのメイド長のミルレーは真相を悟ってチャールズを守るため蒸留装置を壊そうとし、尾行していたポアロに阻止された。
真相が明かされるとチャールズはその場から逃げ出す。ポアロは彼が逮捕か自殺かを選ぶだけだろうから急いで追う必要はないと言う。
最後にサタースウェイトは、毒入りカクテルを飲んだのはバビントンではなく自分だったかもしれないと気がついて震え上がるが、ポアロはもっと恐ろしい可能性があると言う。「それは私だったかもしれないのです」

## 登場人物

### 主な登場人物
サー・チャールズ・カートライト　
引退した人気俳優。52歳でハンサム。コーンウォールのルーマス地方に「カラスの巣」と名付けた豪邸を構えて隠遁生活を送る。
サタースウェイト　
数年前にチャールズの芝居に投資したのが縁で、彼と友人関係になった。ポアロとはこの事件以前にわずかだが面識があった。
ハーミオン（ハーマイオニー）・リットン・ゴア
黒髪で灰色の瞳の、活発で美しい娘。年齢は20歳前後。年齢の離れたチャールズに想いを抱き、彼を主演にした探偵劇を現実の事件のなかで実演してもらおうと画策する。愛称は「エッグ」。
エルキュール・ポアロ　
成功した金持ち探偵で、本作の時点では引退して世界を周遊中。チャールズには変人と思われている。エッグには内心で、チャールズの活躍のお株を奪うお邪魔虫扱いをされている。「カラスの巣」でのパーティーにも招待されていた。本作ではサタースウェイト相手に、過去の経歴の一端を語る。

### その他の登場人物
メアリー・リットン・ゴア　
エッグの母。55歳。上流階級の未亡人。ルーマスに娘とメイドと在住。背が高く痩せている。
ロナルド・ゴア　
メアリーの亡き夫。エッグが3歳の時に死亡した。
バイオレット・ミルレー
チャールズに6年間奉公するメイド頭格の女性。40代の末。驚異的な不美人だが、仕事は有能。チャールズが現役中は秘書を務めていた。
ミセス・ミルレー　
キリング地方に在住のバイオレットの母。病弱で、彼女の看護のためにバイオレットは、辞職を願い出ている。
テンプル　
チャールズのメイド。32 - 33歳。有能。
アンジェラ・サトクリッフ　
中年の美人の人気女優。エレン・テリーの再来と言われる。背が高く、金髪。
アンソニー・アスター
女流脚本家。本名はミュリエル・ウィルズ。代表作は評価の高い戯曲『一方通行』。縮れた金髪で背が高く、痩身。
フレディ・ディカズ
元騎手の大尉。酒と若い美人が好き。明朗な印象だが身持ちが悪く、評判はよくない。
シンシア・ディカズ
フレディの妻。婦人服業界の有名ブランド「アンブロジン商会」のオーナー。背が高い美人で、髪は緑に染めた金髪。
ミス・ドリス・シムズ
アンブロジン商会の若いモデル。
スティーヴン・バビントン
ルーマス地元の牧師で、60歳前後の好人物。1868年生まれでオクスフォード大卒。持病がリューマチ。「カラスの巣」のパーティーで急死する。
マーガレット・バビントン
スティーヴンの妻。大柄で感じの良い女性。チャールズに園芸を教えている。妹は日本在住。他界した息子ロビンを含めて3人の子供がいる。
ロビン　
インドで死亡したバビントン夫妻の息子。エッグは、生前の彼に好感を抱いていた。
マクドウガル　
ルーマスの医師。スティーヴンの検死を担当。
オリヴァー・マンダース　
エッグの異性の友人。25歳前後のジャーナリスト。ぼってりした瞼で黒い目のハンサム。私生児。共産主義に傾倒する。
サー・バーソロミュー・ストレンジ
チャールズの友人の神経科の医師。愛称は「トリー」。55歳。ナイトの称号も授かった人物で、ヨークシャーに大規模なサナトリウムを構える。物語の二幕目の冒頭で急死する。
ジョン・エリス
バーソロミューが最近雇用した執事。主人の怪死後、行方をくらます。
L・ベイカー
バーソロミューのもう一人の執事。7年前から奉公。
ミセス・レッサー　
バーソロミューの料理人。太った女性。
ベアトリス・チャーチ
バーソロミューの古株のメイド。長身の痩せた女性。
アリス　
バーソロミューのメイド。30歳前後。
ミス・グラディス・リンドン
バーソロミューの秘書。33歳。
婦長　
バーソロミューのサナトリウムの看護婦長。バーソロミューを尊敬する。
マーガレット・ド・ラッシュブリッジャー夫人
バーソロミューの患者。西インド諸島出身。神経衰弱。
サー・ホレス・ハード
エリスをバーソロミューに紹介したという人物。
ジョンソン大佐　
ヨークシャーの警察署長
クロスフィールド警視
ジョンソンの部下。妻がチャールズのファン。
マルセル　
ポアロと遊んでいたフランス人の子供。

## 備考

### 版による違い
イギリス版とアメリカ版では被害者や犯人や犯行手口に違いはないものの、犯行動機が異なり、それによって結末も若干異なる（#あらすじ節の下線部と#注釈節の注釈2・3・4を参照）。イギリス版での犯行動機は当時のイギリスの離婚法で、アメリカ版での犯行動機は犯人の精神疾患である。

### 他作品との関係
サタースウェイトはハーリ・クィンシリーズやポアロシリーズの複数作品に登場する。
また本作のジョンソン大佐が『ポアロのクリスマス』に登場し、ポアロとの会話の中で本作の犯人の名前を明かしている。
『五匹の子豚』では、事件の関係者の一人であるメレディス・ブレイクと会見する際、ポアロはレディ・メアリー・リットン・ゴアからの紹介状を携えている。

## 日本での出版
上述したように、本作品はイギリス版とアメリカ版で内容が異なる。河瀬廣訳（黒白書房）、田村隆一訳（ハヤカワ・ポケット・ミステリ）、赤冬子訳（角川文庫）、中村妙子訳（新潮文庫）、長野きよみ訳（クリスティー文庫）、花上かつみ訳（講談社青い鳥文庫）はイギリス版からの翻訳、西脇順三郎訳（創元推理文庫）と松本恵子訳（大日本雄辨會講談社）はアメリカ版からの翻訳となっている。
| 題名                           | 出版社             | 文庫名                                    | 訳者       | 巻末                                | カバーデザイン                           | 初版年月日         | ページ数 | ISBN/DOI                                    | 備考 |
| ------------------------------ | ------------------ | ----------------------------------------- | ---------- | ----------------------------------- | ---------------------------------------- | ------------------ | -------- | ------------------------------------------- | ---- |
| 三幕の悲劇                     | 黒白書房           | 世界探偵傑作叢書15                        | 河瀬廣     |                                     | 裝幀 山下謙一                            | 1936年10月         | 287      | doi:10.11501/1229405                        | 絶版 |
| 三幕の殺人                     | 早川書房           | 世界傑作探偵小説シリーズ 3                | 田村隆一   |                                     |                                          | 1951年             | 329      | doi:10.11501/1659094                        | 絶版 |
| 三幕の殺人                     | 早川書房           | 世界探偵小説全集159                       | 田村隆一   | 解説 江戸川亂步「クリスティー略傳」 |                                          | 1954年12月15日     | 230      | doi:10.11501/1662088                        | 絶版 |
| 三幕の殺人事件                 | 大日本雄辨會講談社 | クリスチー探偵小説集:ポワロ探偵シリーズ 4 | 松本恵子   |                                     |                                          | 1956年1月          | 270      | doi:10.11501/1662742                        | 絶版 |
| 三幕の悲劇                     | 東京創元社         | 世界推理小説全集42                        | 西脇順三郎 |                                     |                                          | 1957年10月         | 228      | doi:10.11501/1666658                        | 絶版 |
| 三幕の悲劇                     | 東京創元社         | 創元推理文庫105-15                        | 西脇順三郎 | 解説 中島河太郎                     | イラスト:ひらいたかこ、デザイン:小倉敏夫 | 1959年6月20日      | 323      | ISBN 978-4-488-10515-0 doi:10.11501/1669335 |      |
| 三幕の殺人                     | 角川書店           | 角川文庫 赤502-2                          | 赤冬子     | あとがき 訳者                       | 上原徹                                   | 1961年5月          | 306      | ISBN 978-4042502029 doi:10.11501/1670530    | 絶版 |
| 三幕の悲劇・スタイルズの怪事件 | 東京創元社         | 世界名作推理小説大系 別巻 第4             | 西脇順三郎 | 解説 中島河太郎                     |                                          | 1961年10月         | 446      |                                             | 絶版 |
| 三幕の殺人                     | 早川書房           | ハヤカワ・ポケット・ミステリ159           | 田村隆一   |                                     | 装幀:勝呂忠                              | 新版1975年10月15日 | 240      |                                             | 絶版 |
| 三幕殺人事件                   | 新潮社             | 新潮文庫ク-3-8                            | 中村妙子   | 解説 中村妙子                       | 野中昇                                   | 1984年1月          | 355      | ISBN 4-10-213509-X                          | 絶版 |
| 三幕の殺人                     | 早川書房           | ハヤカワ・ミステリ文庫1-84                | 田村隆一   | アガサ・クリスティー 長篇作品リスト | 真鍋博                                   | 1988年12月         | 348      | ISBN 4-15-070084-2                          | 絶版 |
| 三幕の殺人                     | 早川書房           | クリスティー文庫9                         | 長野きよみ | 解説 日色ともゑ                     | Hayakawa Design                          | 2003年10月15日     | 381      | ISBN 4-15-130009-0                          |      |

脚注（一般書）
1. ↑  監修:江戸川乱歩ほか
2. ↑  現在、グーテンベルク21が電子書籍化している。
3. ↑  『スタイルズの怪事件』は、松原正訳。

| 題名       | 出版社 | 文庫名                | 訳者       | 巻末 | カバーデザイン | 初版年月日    | ページ数 | ISBN          | 備考   |
| ---------- | ------ | --------------------- | ---------- | ---- | -------------- | ------------- | -------- | ------------- | ------ |
| 三幕の悲劇 | 講談社 | 講談社青い鳥文庫204-9 | 花上かつみ |      | 高松啓二       | 2004年8月15日 | 382      | 4-06-148658-6 | 新書判 |

## 翻案作品

### テレビドラマ
『三幕の殺人』（原題 Murder in Three Acts）
イギリス・アメリカ 1986年
原作では登場しないヘイスティングスが狂言回しの役割を担う。
- ポワロ: ピーター・ユスティノフ
- ヘイスティングス: ジョナサン・セシル
- チャールズ・カートライト: トニー・カーティス
- エッグ: エマ・サムズ

名探偵ポワロ『三幕の殺人』
イギリス、シーズン12 エピソード1（通算第56話）2010年放送
原作のサタースウェイトがドラマには登場せず、サタースウェイトの役割をポワロが兼ねる。
- エルキュール・ポワロ: デヴィッド・スーシェ
- チャールズ・カートライト: マーティン・ショウ
- エッグ: キンバリー・ニクソン
- バーソロミュー・ストレンジ: アート・マリック
- ミルレイ: スザンヌ・バーティッシュ
- ウィルズ: ケイト・アシュフィールド

### ラジオドラマ
- 2002年、BBC Radio 4で放送されている。